# オキナインコ

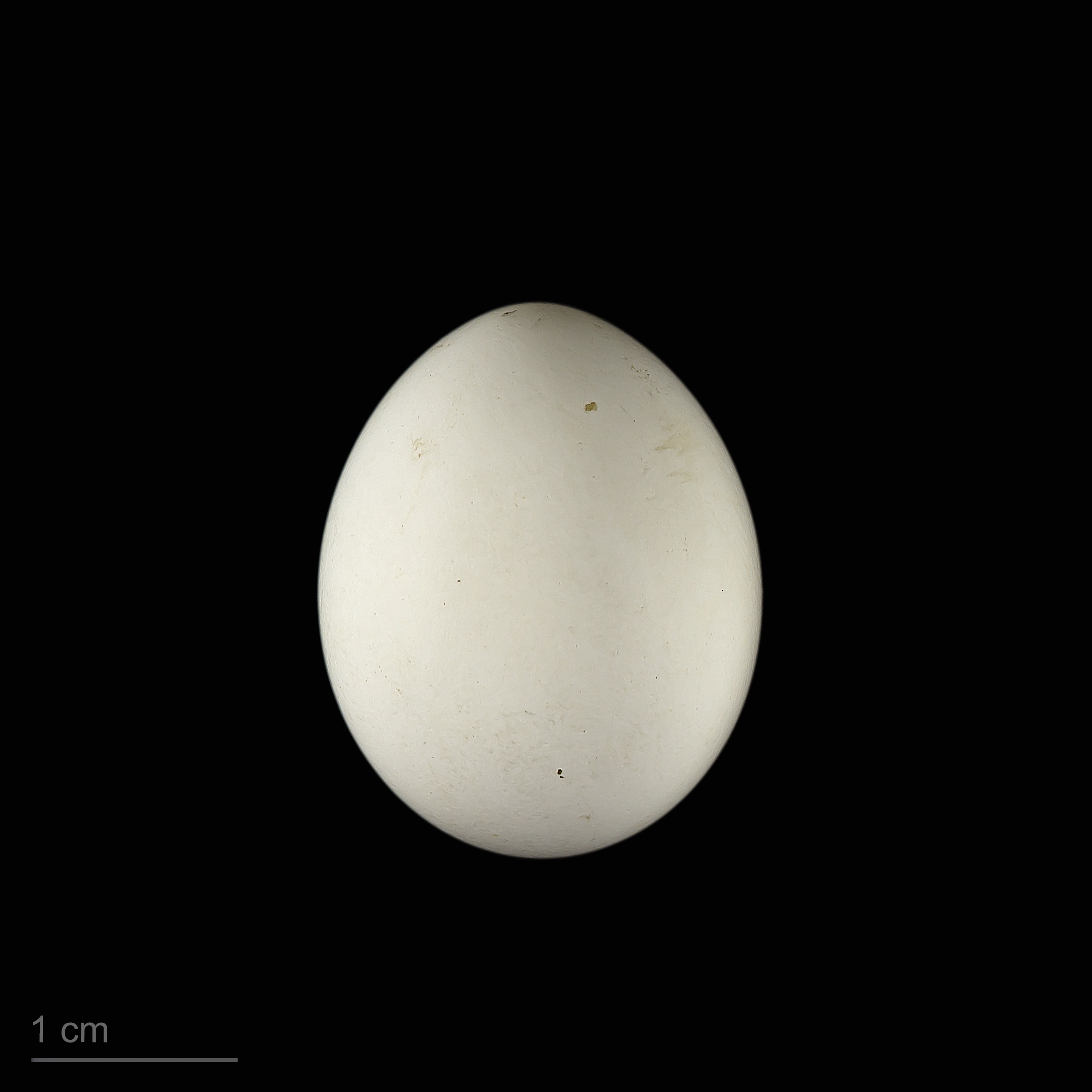
Myiopsitta monachus

オキナインコ（翁鸚哥、学名：Myiopsitta monachus）は、オウム目インコ科に分類される鳥。

## 分布
原産地南アメリカ
移入地再野生化した個体群がイスラエル、ベルギー、スペイン、ポルトガル、イタリア、スロバキア、カナリア諸島、アメリカ、バハマ、プエルトリコ、チリ、日本などで繁殖している。米国では8つの州に外来種として定着し、フロリダ州における生息数は10万羽と推定される。

## 亜種
以下の4亜種が知られている。
- M. m. monachus, ブラジル北東部、ウルグアイ、アルゼンチン北東部
- M. m. calita, アルゼンチン西部・南部
- M. m. cotorra, ボリビア南東部、パラグアイ、アルゼンチン北部、ブラジル南部
- M. m. luchsi ボリビアの孤立群

## 形態
体長29cm、翼開長48cm、体重100g。メスの方が10-20%小さい。
野生種は背面全体が明緑色で、額、頬から胸にかけては淡灰色で濃灰色のスカラップ模様がある。腹部は淡い黄緑色。風切羽は濃青色で尾は長く先にかけて細くなる。嘴はオレンジ色。
飼養種には緑色の部分が白色、青色、黄色などに色変わりした品種があるが、それらの色は自然環境下では捕食者に見つけられやすく再野生化した個体群は野生種と同じ緑色をしているものがほとんどである。

## 生態等
木の穴を巣に利用するオウム類の中で唯一、枝を使った巣を作る。ヒナの養育に両親以外の若鳥が参加する。
人の物まねがヨウムに次いでうまい。